# Telemak Fredbärj
Kal Telemak Fredbärj, född den 3 oktober 1895 i Borås, död den 22 januari 1975 i Stockholm, var en svensk läkare samt utgivare och översättare av Carl von Linné.

## Biografi
Telemak Fredbärj växte upp i Växjö där fadern var läroverksadjunkt och en varm anhängare av nystavning vilket bland annat lämnade spår i familjenamnet. Fadern behärskade förutom latin och grekiska även gängse moderna språk samt italienska och spanska, något som bidrog till Fredbärjs gedigna humanistiska utbildning.
Fredbärj avlade studentexamen i Växjö 1912, filosofie kandidatexamen 1917, medicine kandidatexamen 1921 och medicine licentiatexamen vid Karolinska institutet i Stockholm 1927. Han blev 1929 underläkare vid pediatriska avdelningen vid Kronprinsessan Lovisas barnsjukhus och fick 1932 samma befattning vid medicinska avdelningen på Sabbatsbergs sjukhus. Han drev därefter privatpraktik i Stockholm. Han var 1935–1955 läkare vid Kungliga Teatern och 1935–1947 läkare vid Stockholms barnavårdsnämnd. Jämsides med detta var han 1936–1961 läkare vid Gebers konvalescenthem, 1937–1962 läkare vid Stockholms folkskolor och 1949–1963 läkare vid Vasa realskola.
Fredbärj hade en erkänd karriär som läkare, men kom framförallt att bli uppmärksammad som en framstående Linné-forskare. Han kom att ge ut ett femtiotal väldokumenterade uppsatser om Linné och bidrog bland annat till utgivningen av "Linnés Örtabok" till Linnéjubileet 1957 samt 1968 tillsammans med Elis Malmeström utgivning av Linnés anteckningar rörande Nemesis divina, "för första gången i fullständigt skick".
Fredbärj blev invald i Linnésällskapets styrelse 1945 och kom att ge betydande bidrag till att ett stort antal nummer kom att ges ut i serien "Valda avhandlingar av Carl von Linné i översättning utgivna av Svenska Linné-sällskapet".
Fredbärj gifte sig 1932 med Margit Lindström (1899-1981), dotter till musikdirektör Albert Lindström. Makarna vilar i hustruns familjegrav på Norra begravningsplatsen utanför Stockholm.

## Utmärkelser
- 1957 – Medicine hedersdoktor vid Uppsala universitet
- 1974 – Hedersledamot i Svenska Linnésällskapet